# The Angels of Light
Gli Angels of Light furono una band di musica folk statunitense formata nel 1998 dal cantante degli Swans Michael Gira.

## Discografia

### Album
- 1999 - New Mother
- 2001 - How I Loved You
- 2003 - Everything Is Good Here/Please Come Home
- 2005 - The Angels of Light Sing 'Other People'
- 2005 - Akron/Family & Angels of Light (split album con gli Akron/Family)
- 2007 - We Are Him

### Live album
- 2002 - We Were Alive!
- 2009 - Animal Crack Box
- 2015 - Live at 9:30
- 2019 - Ballet Slippers
- 2020 - 2 Nights

### Singoli
- 1999 - Praise Your Name